# 木内基容子
木内 基容子（きうち きよこ、1959年2月14日 - ）は、日本の地方公務員。東京都出身。東京都八王子市前副市長。
女性初の八王子市前副市長、市職員出身として東京都26市初の女性副市長として注目され、各メディアに取り上げられた。

## 人物・経歴
東京都国立市出身。1977年、東京都立三鷹高等学校卒業。1982年、上智大学文学部史学科卒業。同年4月、八王子市役所へ入庁。2011年4月、総合政策部市史編纂室長。2013年4月、総合政策部長。同年8月、総合経営部長（組織改正による）。2016年4月、都市戦略部長。2017年4月、産業振興部長。2018年3月31日付で市役所を退職。同年4月1日、東京都八王子市副市長に就任。女性として初の同市副市長就任、市職員出身として東京都26市初の女性副市長就任となった。                                                         2024年2月29日同市副市長退任

## 論文
- 「研究 遥授国司制の成立について--「公卿国司」を中心として」研究と資料 日本古代・中世史3号32-63頁 1988-01
- 「都市政策研究会議 活動報告　八王子市における政策研究の取り組み―八王子市都市政策研究会議を中心として」まちづくり研究はちおうじ3号14-18頁 2006-03
- 「第22回タウンウオッチング報告 鑓水小山給水所と小山田内裏公園（戦車道路）」多摩ニュータウン研究16号68-74頁 2014 （共著）